# Per Johansson
Pour les articles homonymes, voir Johansson.
Per Johansson (° 25 janvier 1963) est un nageur suédois, spécialiste du 100 m nage libre.

## Biographie
Lors de sa participation à trois Jeux olympiques consécutifs, les 1ers en 1980, il obtient 3 médailles de bronze (2 individuelles dans l'épreuve du 100 m nage libre et 1 avec l'équipe de relais 4 × 100 m nage libre).
Dans cette discipline du 100 m nage libre qu'il affectionne, il se classe à la 3e place lors des Championnats du monde de 1982 et, en 1981 et 1983, il en est le champion d'Europe.
Il est régulièrement présent dans l'équipe suédoise du relais 4 × 100 m nage libre, avec laquelle il remporte 5 médailles (2 d'argent aux Championnats d'Europe et 1 de bronze aux Jeux olympiques, Championnats du monde et Championnats d'Europe).

## Palmarès

### Jeux olympiques d'été
- Jeux olympiques de 1980 à Moscou  Russie
  -  Médaille de bronze de l'épreuve du 100 m nage libre (51 s 29)
- Jeux olympiques de 1984 à Los Angeles  États-Unis
  -  Médaille de bronze de l'épreuve du 100 m nage libre (50 s 31)
  -  Médaille de bronze de l'épreuve de relais 4 × 100 m nage libre (3 min 22 s 69) (Thomas Lejdström~Per Johansson~Bengt Baron~Mikael Örn)

### Championnats du monde
- Championnats du monde 1982 à  Guayaquil ( Équateur)
  -  Médaille de bronze du 100 m nage libre (50 s 25)
  -  Médaille de bronze du relais 4 × 100 m nage libre (3 min 22 s 15) (Per Johansson~Bengt Baron~Per Holmertz~Per Wikström)

### Championnats d'Europe
- Championnats d'Europe 1981  à Split  Yougoslavie
  -  Médaille d'or de l'épreuve de 100 m nage libre (50 s 55)
  -  Médaille d'argent de l'épreuve de relais 4 × 100 m nage libre (3 min 22 s 48) (Per Holmertz~Per Wikström~Lasse Lindqvist~Per Johansson)
  -  Médaille d'argent de l'épreuve de relais 4 × 100 m 4 nages (3 min 45 s 01) (Bengt Baron~Glen Christiansen~Pär Arvidsson~Per Johansson)
- Championnats d'Europe 1983  à Rome  Italie
  -  Médaille d'or de l'épreuve de 100 m nage libre (50 s 20)
  -  Médaille d'argent de l'épreuve de relais 4 × 100 m nage libre (3 min 22 s 02) (Thomas Lejdström~Per Johansson~Per Holmertz~Per Wikström)
- Championnats d'Europe 1985  à Sofia  Bulgarie
  -  Médaille d'argent de l'épreuve de relais 4 × 200 m nage libre (7 min 25 s 69) (Anders Holmertz~Per Johansson~Michael Söderlund~Tommy Werner)
  -  Médaille de bronze de l'épreuve de relais 4 × 100 m nage libre (3 min 22 s 41) (Tommy Werner~Michael Söderlund~Begt Baron~Per Johansson)